# Бахетле
«Бахетле́» (тат. Бәхетле — «Счастливый») — российская сеть продовольственных магазинов.

## Сеть
Владеет двадцатью тремя магазинами в восьми городах России: Иннополисе, Казани, Москве (с 2006), Набережных Челнах, Нижнекамске. По франчайзингу — в Новосибирске (с 2010 ООО «Новые торговые системы») и Барнауле.
Сегодня в Казани работает 18 супермаркетов, 1 гипермаркет в семейном торговом центре «МЕГА», 5 магазинов в Москве, 2 магазина в Новосибирске, по одному супермаркету в Набережных Челнах, Нижнекамске, Иннополисе, Барнауле. В крупнейшем в Татарстане торговом центре «KazanMall» были идеи открыть Бахетле, но конкурс выиграл гипермаркет «Лента». Кроме того, у «Бахетле» есть производственная база, где централизованно готовят продукты длительного хранения — замороженные пельмени, вареники, копчёное мясо, сухую домашнюю лапшу. В Казани имеется один специализированный магазин «халяль» (ул. Г. Тукая, 64). Для алкогольной и прочей продукции в данном магазине имеется отдельный зал. В остальных магазинах сети продукция «халяль» и «кошер» продаётся в общем зале.
На данный момент в компании «Бахетле» работает более 5000 человек.

## История
История компании началась в 1991 году с предприятия оптовой торговли продуктами питания. Первый магазин, по адресу Сибирский Тракт, 4 был открыт в 1998 году (закрыт в 2022 году). Следующий этап — открытие в декабре 1998 года первого ларька на остановках в Казани с небольшим производством кулинарных изделий и салатов. Впоследствии он был дополнен кондитерским и мучным цехами. В 2006 году открылся специализированный цех по выпечке татарских национальных сладостей — их реализуют не только в Казани, но и во многих других городах России.